# Paganino da Serzana
Paganino da Serzana (né à Sarzana) est un poète italien actif en Sicile au XIIIe siècle, qui fut également un poète de l'école sicilienne.

## Œuvre
Son chant : Contra lo meo volere est conservé dans le manuscrit Canzoniere Vaticano latino 3793.

## Source
- (it) Cet article est partiellement ou en totalité issu de l’article de Wikipédia en italien intitulé « Paganino da Serzana » (voir la liste des auteurs).